# (8218) Hosty
Pour les articles homonymes, voir Hosty (homonymie).
(8218) Hosty est un astéroïde de la ceinture principale.
Il doit son nom à John Graham Hosty (1949–2001), qui est le découvreur, en 1977, de la nova HS Sagittae à Huddersfield, dans le Yorkshire de l'Ouest. Cette observation faite avec une simple lunette monoculaire de 10x50, encourage d'autres astronomes amateurs à rejoindre la patrouille britannique des novas (U.K. Nova Patrol) pour rechercher activement ce type d’objets. Cette éponymie a été proposée par G. M. Hurst et B. G. Marsden.

## Description
(8218) Hosty est un astéroïde de la ceinture principale. Il fut découvert le 8 mai 1996 à Siding Spring par Robert H. McNaught. Il présente une orbite caractérisée par un demi-grand axe de 2,32 UA, une excentricité de 0,16 et une inclinaison de 3,3° par rapport à l'écliptique.

## Compléments